# Trimble Navigation Ltd.
Trimble Navigation Ltd. är en av världens största tillverkare av geodetiska mätinstrument och GPS-system.